# Walter Drumheller
Walter Edwin Drumheller (ur. 9 listopada 1878 w Sunbury, zm. 18 maja 1958 tamże) – amerykański lekkoatleta, żołnierz i polityk.
Na Letnich Igrzyskach Olimpijskich w Paryżu wystąpił w biegu na 400 m, gdzie zajął 5. miejsce w pierwszym półfinale oraz w biegu na 800 m.
Drumheller studiował na Uniwersytecie Pensylwanii. Ukończył Penn w 1902 jako stomatolog jednak uprawiał ten zawód tylko przez kilka lat. Następnie wszedł w biznes hotelowy wraz ze swoim ojcem. W I wojnie światowej walczył w 28. dywizji. Później został pierwszym burmistrzem rodzinnego miasta Sunbury.